# Gregoriana
Gregoriana (italienska: Pontificia Università Gregoriana) är ett romersk-katolskt universitet i Rom. Universitetet grundades 1551 som Collegio Romano av jesuitordens grundare Ignatius av Loyola. Det var ursprungligen beläget vid foten av Capitolium, men det flyttades redan under Gregorius XIII (1572–1585) till en tomt mellan Pantheon och Via del Corso. Omkring 300 år senare, 1873, lät Pius IX flytta universitetet till dess nuvarande plats vid Piazza della Pilotta, vid foten av Quirinalen.
En rad blivande påvar har studerat vid Gregoriana, däribland Innocentius XIII, Pius XII, Paulus VI och Johannes Paulus I. Även helgonen Aloysius Gonzaga, Roberto Bellarmino och Maximilian Kolbe har varit studenter vid Gregoriana.